# SMS Von der Tann
SMS Von der Tann (Seiner Majestät Schiff Von der Tann) var en slagkryssare i tyska Kejserliga marinen. Von der Tann var den första slagkryssaren i tyska flottan och även Tysklands första stora örlogsfartyg med turbinmaskineri. Huvudbestyckningen utgjordes av åtta stycken 28 cm kanoner i fyra dubbeltorn och sekundärbestyckningen av tio 15 cm kanoner. Von der Tann byggdes på varvet Blohm & Voß i Hamburg och sjösattes den 20 mars 1909. Den 1 september 1910 levererades fartyget till marinen. 
Von der Tann deltog i flera av Högsjöflottans operationer under Första världskriget, däribland räden mot de brittiska kuststäderna  Scarborough, Hartlepool och Whitby 1914, samt i Skagerrakslaget 1916. I det sistnämnda slaget lyckades hon sänka den brittiska slagkryssaren HMS Indefatigable, men fick själv utstå flera allvarliga träffar som tillfälligt slog ut samtliga av hennes 28 cm kanoner. Efter krigsslutet i november 1918 internerades Von der Tann tillsammans med merparten av den tyska flottan i Scapa Flow, där hon borrades i sank av sin egen besättning den 21 juni 1919, för hindra att hon överlämnades till de allierade. Vraket bärgades 1930 och skrotades i Rosyth på den skotska östkusten 1931-34. Fartyget fick sitt namn efter den bayerske generalen Ludwig von und zu der Tann-Rathsamhausen.

## Besättning
Fartyget hade vid krigsutbrottet 1914 en besättning på 911 man:
- 20 sjöofficerare
- 5 mariningenjörer
- 2 läkare
- 2 kvartermästare
- 25 däcksofficerare
- 857 underofficerare och manskap

## Bestyckning
| Artilleri                      | Kaliber (cm) | 8,8   | 15     | 28     |
| Längdkaliber                   | Kal          | 45    | 45     | 45     |
| Loppets längd                  | mm           | 3 960 | 6 710  | 12 600 |
| Eldrörets längd                | mm           | 4 190 | 7 100  | 13 330 |
| Eldrörets vikt                 | kg           | 1 234 | 5 020  | 33 300 |
| Projektilens vikt              | kg           | 9,5   | 46     | 300    |
| Sprängmedlets vikt             | kg           | 3     | 16,6   | 110    |
| Mynningshastighet              | m/s          | 890   | 890    | 890    |
| Mynningsenergi                 | MJ           | 3,762 | 18,217 | 118,8  |
| Pansargenomslag nära mynningen | mm           | 264   | 463    | 900    |
| Eldhastighet                   | skott/min    | 10    | 7      | 1,5    |